# ویلیام پاتریک هیتلر
ویلیام پاتریک هیتلر (۱۲ مارس، ۱۹۱۱ - نوامبر ۱۹۸۷)، معروف به ویلی، برادر زاده آدولف هیتلر. او پسر آلویس هیتلر (پسر)، برادر ناتنی آدولف بود. آلویس برای ملاقات با دختری ایرلندی با نام برید جت داولینگ به دوبلین رفت، و وقتی که ویلیام پاتریک در ۱۹۱۱ به دنیا آمد، آن‌ها در لیورپول بودند. آلویس به زودی خانواده‌اش را ترک کرد و به آلمان بازگشت و ویلیام پاتریک نزد مادرش بزرگ شد.

## اطلاعات بیشتر
دیوید گاردنر، آخرین هیتلرها، بی ام ام، ۲۰۰۱، شابک ۱-۰-۹۵۴۱۵۴۴-۰